# Arrondissement de Barcelonnette
L'arrondissement de Barcelonnette est une division administrative française, située dans le département des Alpes-de-Haute-Provence et la région Provence-Alpes-Côte d'Azur. Avec moins de 8 000 habitants, c'est l'arrondissement le moins peuplé de France, outre-mer inclus.

## Composition

### Composition à la création de l'arrondissement en 1800
- Canton d'Allos
- Canton de Barcelonnette
- Canton de Jausiers
- Canton de La Bréole
- Canton de Larche
- Canton de Méolans
- Canton de Saint-Paul

### Composition de 1833 à 1986
- Canton d'Allos
- Canton de Barcelonnette
- Canton du Lauzet-Ubaye
- Canton de Saint-Paul

### Composition avant le redécoupage de 2015
L'arrondissement de Barcelonnette était composé de 2 cantons:
- Canton de Barcelonnette
- Canton du Lauzet-Ubaye

### Composition depuis 2015
À la suite d'un décret du 24 février 2014, la taille des cantons évolue après les élections départementales de 2015. Contrairement à l'ancien découpage où chaque canton était inclus à l'intérieur d'un seul arrondissement, le nouveau découpage territorial s'affranchit des limites des arrondissements. Certains cantons peuvent être composés de communes appartenant à des arrondissements différents. Dans l'arrondissement de Barcelonnette, c'est n'est pas le cas.
L'arrondissement de Barcelonnette ne compte plus qu'un seul canton :
Depuis 2015, le nombre de communes des arrondissements varie chaque année soit du fait du redécoupage cantonal de 2014 qui a conduit à l'ajustement de périmètres de certains arrondissements, soit à la suite de la création de communes nouvelles. Le nombre de communes de l'arrondissement de Barcelonnette est ainsi de 16 en 2015, 15 en 2016 et 14 en 2017.
Au 1er janvier 2024, l'arrondissement groupe les 14 communes suivantes :
| Nom                             | Code Insee | Intercommunalité                  | Superficie (km2) | Population (dernière pop. légale) | Densité (hab./km2) | Modifier                                    |
| ------------------------------- | ---------- | --------------------------------- | ---------------- | --------------------------------- | ------------------ | ------------------------------------------- |
| Barcelonnette (chef-lieu)       | 04019      | CC Vallée de l'Ubaye Serre-Ponçon | 16,42            | 2 528 (2022)                      | 154                | modifier les données · modifier les données |
| La Condamine-Châtelard          | 04062      | CC Vallée de l'Ubaye Serre-Ponçon | 56,08            | 156 (2022)                        | 2,8                | modifier les données · modifier les données |
| Enchastrayes                    | 04073      | CC Vallée de l'Ubaye Serre-Ponçon | 44,19            | 397 (2022)                        | 9,0                | modifier les données · modifier les données |
| Faucon-de-Barcelonnette         | 04086      | CC Vallée de l'Ubaye Serre-Ponçon | 17,42            | 293 (2022)                        | 17                 | modifier les données · modifier les données |
| Jausiers                        | 04096      | CC Vallée de l'Ubaye Serre-Ponçon | 107,73           | 1 142 (2022)                      | 11                 | modifier les données · modifier les données |
| Le Lauzet-Ubaye                 | 04102      | CC Vallée de l'Ubaye Serre-Ponçon | 66,26            | 212 (2022)                        | 3,2                | modifier les données · modifier les données |
| Méolans-Revel                   | 04161      | CC Vallée de l'Ubaye Serre-Ponçon | 127,74           | 323 (2022)                        | 2,5                | modifier les données · modifier les données |
| Pontis                          | 04154      | CC de Serre-Ponçon                | 14,11            | 95 (2022)                         | 6,7                | modifier les données · modifier les données |
| Saint-Paul-sur-Ubaye            | 04193      | CC Vallée de l'Ubaye Serre-Ponçon | 205,55           | 195 (2022)                        | 0,95               | modifier les données · modifier les données |
| Saint-Pons                      | 04195      | CC Vallée de l'Ubaye Serre-Ponçon | 32,06            | 613 (2022)                        | 19                 | modifier les données · modifier les données |
| Les Thuiles                     | 04220      | CC Vallée de l'Ubaye Serre-Ponçon | 32,80            | 365 (2022)                        | 11                 | modifier les données · modifier les données |
| Ubaye-Serre-Ponçon              | 04033      | CC Vallée de l'Ubaye Serre-Ponçon | 62,48            | 796 (2022)                        | 13                 | modifier les données · modifier les données |
| Uvernet-Fours                   | 04226      | CC Vallée de l'Ubaye Serre-Ponçon | 135,44           | 502 (2022)                        | 3,7                | modifier les données · modifier les données |
| Val d'Oronaye                   | 04120      | CC Vallée de l'Ubaye Serre-Ponçon | 109,45           | 98 (2022)                         | 0,90               | modifier les données · modifier les données |
| Arrondissement de Barcelonnette | 041        |                                   | 1 027,70         | 7 715 (2022)                      | 7,5                | modifier les données                        |

### Démographie
En 2022, l'arrondissement comptait 7 715 habitants.
| 1968  | 1975  | 1982  | 1990  | 1999  | 2006  | 2011  | 2016  | 2021  |
| ----- | ----- | ----- | ----- | ----- | ----- | ----- | ----- | ----- |
| 5 853 | 6 335 | 6 692 | 7 248 | 7 569 | 7 968 | 8 134 | 7 874 | 7 712 |

| 2022  | - | - | - | - | - | - | - | - |
| ----- | - | - | - | - | - | - | - | - |
| 7 715 | - | - | - | - | - | - | - | - |

## Administration
Liste des sous-préfets de Barcelonnette (XIXe siècle)
| n°... | décret du...   | nom                                  |
| ----- | -------------- | ------------------------------------ |
| 1     | avril 1800     | Nicolas Rippert                      |
| 2     | avril 1816     | Anne Joseph Bruand                   |
| 3     | juillet 1817   | Guillaume Luillier d'Orcières        |
| 4     | octobre 1818   | Marie Joseph Savignhac               |
| 5     | mai 1820       | Jean d'Urre                          |
| 6     | septembre 1820 | Jean Baudier                         |
| 7     | novembre 1823  | Joseph de Gacon                      |
| 8     | avril 1827     | Joseph Bane                          |
| 9     | août 1830      | Isidore Boissier                     |
| 10    | août 1831      | Charles Estornel                     |
| 11    | août 1832      | Alcibiade Ailhaud                    |
| 12    | aout 1833      | Ernest Boulage                       |
| 13    | juillet 1836   | Maurice Deligny                      |
| 14    | février 1838   | Louis Latour Saint Igest             |
| 15    | avril 1838     | Armand Santerre                      |
| 16    | novembre 1838  | Jean Cotte                           |
| 17    | juillet 1843   | Jean Rabiers de La Baume Du Villards |
| 18    | avril 1845     | Jules Courtet                        |
| 19    | janvier 1846   | Henri Baldit                         |
| 20    | novembre 1846  | Jules de Castellane Majastre         |

| Période           | Période        | Identité                 | Fonction précédente | Observation |
| ----------------- | -------------- | ------------------------ | ------------------- | ----------- |
| 28 août 1997      |                | Patrice Blanc            |                     |             |
| 31 juillet 2000   |                | Daniel Josserand-Jaillet |                     |             |
| 5 mai 2003        |                | Galdéric Sabatier        |                     |             |
| 28 juin 2005      |                | Corinne Minot            |                     |             |
| 4 juin 2008       |                | Jean-Marc Bassaget       |                     |             |
| 27 septembre 2010 |                | Sylvie Espécier          |                     |             |
| 6 février 2013    |                | Véronique Caron          |                     |             |
| 28 juillet 2015   |                | Richard Mir              |                     |             |
| 6 décembre 2017   |                | Carine Roussel           |                     |             |
| 18 février 2020,  | 26 juin 2020,  | Karim Beddek             |                     |             |
| 6 octobre 2020    | 4 juillet 2022 | Denis Revel              |                     |             |
| 29 juillet 2022   | 4 juillet 2024 | Dahalani M'houmadi       |                     |             |
| 21 septembre 2024 | En cours       | Pierre-Henri Vray        |                     |             |